# Edgeworthstown
Edgeworthstown (ook Mostrim; Gaelic: Meathas Troim, wat grens van de vlierboom betekent) is een groot dorp in County Longford, Ierland. Het dorp ligt in het oosten van het graafschap, nabij de grens met County Westmeath. Nabijgelegen grote dorpen en steden zijn Longford 12 kilometer naar het westen, Mullingar 26 kilometer naar het oosten, Athlone 40 kilometer naar het zuiden en Cavan 42 kilometer naar het noorden.

## Voetnoten
1. ↑   A.D. Mills, 2003, A Dictionary of British Place-Names, Oxford University Press